# David Neeleman

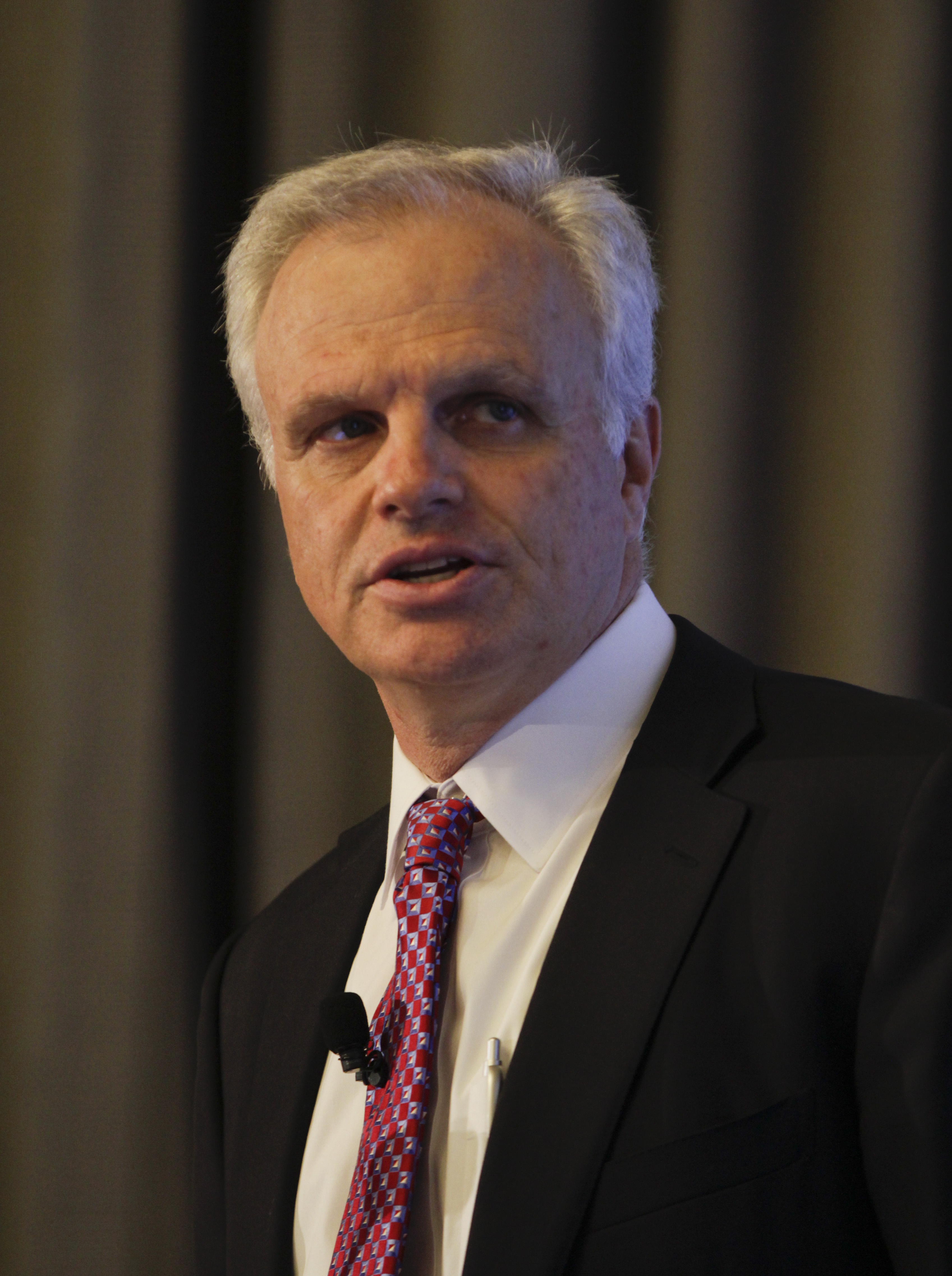
David Neeleman (2006)

David G. Neeleman (* 16. Oktober 1959 in São Paulo) ist ein amerikanisch-brasilianischer-zypriotischer Geschäftsmann. Er ist seit 2008 Gründer und CEO der mittlerweile drittgrößten Fluglinie Brasiliens, der Azul. 1996 war er Mitbegründer von Westjet Airlines  (jetzt Kanadas zweitgrößte Fluggesellschaft) und 1998 gründete er JetBlue (jetzt fünftgrößte Fluggesellschaft der USA). 2015 beteiligte er sich an der TAP Air Portugal und 2017 an der Aigle Azur.

## Leben
Geboren in São Paulo, lebte Neeleman bis zum Alter von fünf Jahren in Brasilien, bevor er mit seinen Eltern nach Salt Lake City zurückkehrte. In den USA besuchte Neeleman die Brighton High School in Cottonwood Heights (Utah) und studierte drei Jahre an der University of Utah, brach das Studium aber ab. Mit 19 Jahren ging er für kurze Zeit wieder nach Brasilien, um als Missionar für die Kirche Jesu Christi der Heiligen der Letzten Tage der Mormonen in Rio de Janeiro tätig zu sein.
Er war Mitbegründer der Morris Air, die von Southwest Airlines im Jahr 1993 aufgekauft wurde. Morris Air war die erste Fluggesellschaft, die die damals üblichen Papiertickets für den Luftverkehr überflüssig machte. Im Jahr 1999 startete er mit New Air eine Billigfluggesellschaft, später in JetBlue Airways umgetauft, die er aber im Jahr 2007 verließ. Ab 2000 hat David Neeleman dabei mitgeholfen, Live-TV zu starten, das erste Unternehmen, das In-Flight-Fernsehprogramme lieferte. Er war auch als Geschäftsführer direkt an OpenSkies beteiligt, einem elektronischen Reservierung und Ticketing System, das von Hewlett-Packard im Jahr 1999 erworben wurde.

Neelemans Spezialgebiet ist der Kundenservice. In einem Zitat heißt es: 

„Kümmere dich zuerst um deine Mitarbeiter; sie kümmern sich um ihre Kunden; und deine Kunden kümmern sich um die Aktionäre.“

 Er ist Vater von 10 Kindern mit seiner ehemaligen Frau Vicki Vranes. 
Sein Bruder Stephen Neeleman, ein Allgemein- und Unfallchirurg, war einer der Gründer des amerikanischen Gesundheitsunternehmens HealthEquity, während sein Neffe der Quarterback der New York Jets, Zach Wilson, ist. Sein Sohn Daniel Neeleman und seine Schwiegertochter Hannah betreiben den Social-Media-Account Ballerina Farm.